# Стари Сонч
Стари Сонч (пољ. Stary Sącz) је град у Пољској у Војводству Малопољском у Повјату новосончанском. Према попису становништва из 2011. у граду је живело 9.109 становника.

## Становништво
Према прелиминарним подацима са пописа, у граду је 2011. живело 9.109 становника.
| 2002. | 2011. | 2012. |
| ----- | ----- | ----- |
| 8.970 | 9.109 | 9.121 |

## Партнерски градови
- Дунакеси